# Permissio
Die Permissio (lateinisch für „Erlaubnis“) oder die Epitrope (griechisch: ἐπιτροπή, epitropé: „das Anheimstellen, Überlassen“) ist eine rhetorische Figur, besonders der deliberativen Rede oder auch der Gerichtsrede (siehe Redegattungen im Artikel Rhetorik (Aristoteles) oder Rhetorik), mit der dem Angesprochenen vordergründig Handlungs- und Entscheidungsfreiheit bestätigt werden, allerdings in der Überzeugung, dass letztlich der Rat des Redners übernommen wird (unter Umständen zum Schaden des Angesprochenen). Die Permissio ist also immer ironisch zu verstehen.
Beispiel:
„Wer böse ist, der sei fernerhin böse, und wer unrein ist, der sei fernerhin unrein; aber wer fromm ist, der sei fernerhin fromm, und wer heilig ist, der sei fernerhin heilig. Siehe, ich komme bald und mein Lohn mit mir, zu geben einem jeglichen, wie seine Werke sein werden. [...] Selig sind, die seine Gebote halten, auf daß sie Macht haben an dem Holz des Lebens und zu den Toren eingehen in die Stadt. Denn draußen sind die Hunde und die Zauberer und die Hurer und die Totschläger und die Abgöttischen und alle, die liebhaben und tun die Lüge.“ (Offenbarung 22, 11-16)
Mit der Permissio verwandt ist die Concessio.